# Чокурдах (аеропорт)
Аеропорт «Чокурдах» (IATA: CKH, ICAO: UESO) — регіональний аеропорт селища Чокурдах Аллаїховського улусу Якутії. Забезпечує регулярне авіасполучення з регіональним центром — Якутськом, а також вертолітне сполучення з іншими населеними пунктами району.

## Історія
Історія аеропорту «Чокурдах» почалася в роки Другої світової війни та пов'язана з повітряною трасою Аляска-Сибір. У п'ятдесяті роки аеропорт Чокурдах був у складі Полярного Управління цивільної авіації. З 3 травня 1972 року «Аеропорт Чокурдах» Полярного управління ЦА перейменовано в Чокурдахську об'єднану авіаційну ескадрилью Колимо-Індигірського об'єднаного авіаційного загону Якутського управління Цивільної авіації. (ЧОАЭ КИОАО ЯУГА). 27 травня 1991 року Чокурдахська об'єднана авіаескадрилья перейменована в Чокурдахське авіапідприємство концерну «Якутавіа». 15 травня 1993 року Чокурдахське авіапідприємство концерну «Якутавіа» перейменовано в Чокурдахське авіапідприємство Національної авіакомпанії «Сахаавіа». 18 квітня 2000 року Чокурдахську філію перейменовано в Державне унітарне підприємство «Аеропорт Чокурдах». З 2007 року філія ФКП «Аеропорти Півночі».
У 2016 році почалася реконструкція аеропортової інфраструктури. Передбачалося збільшення ширини ЗПС до 75 м. Авіасполучення при цьому перериватися не буде.
21 грудня 2017 року отримано висновок Ростехнагляду про відповідність реконструйованого об'єкта вимогам технічного регламенту.
Протягом будівельно-монтажних робіт діяльність аеропорту не припинялася — будівельно-монтажні роботи виконувались у «вікнах», а прибуття і відправлення повітряних суден відбувалася відповідно до запланованих графіків польотів.
У ході реконструкції побудована нова ґрунтова злітно-посадкова смуга і руліжна доріжка, встановлено світлосигнальне обладнання, периметрова огорожа, патрульна дорога. Модернізований аеропорт здатний приймати літаки Bombardier Q-300 і Q-400, які прийдуть на зміну застарілим Ан-24. У планах подальшого розвитку аеропорту роботи з ремонту перону, що не потрапили в план проведеної реконструкції.

## Типиповітряних суден
Ан-2, Ан-3, Ан-12, Ан-24, Ан-26, Ан-28, Ан-30, Ан-32, Ан-74, Як-40, Іл-18 та ін. типи ПС 3-4 класу, вертольоти всіх типів.

## Показники діяльності
Див. джерело запитів Вікіданих та джерела.
| рік       | 2014 | 2015 | 2016 | 2017 |
| пасажирів | 7021 | 6752 | 6710 | 6592 |
| Джерела:  |      |      |      |      |

## Маршрутна мережа
| Авіакомпанія      | Пункт призначення |
| ----------------- | ----------------- |
| Полярні авіалінії | Якутськ           |
| Якутія            | Якутськ           |

Авіарейси здійснюються літаком Ан-26 з періодичністю 2—3 рази на тиждень.

## Події
- 30 червня 1941 року — через зіткнення з колодою при зльоті зазнав аварії ПС-7 авіації Дальстроя.
- 27 березня 2006 року — катастрофа вертольота Мі-8 24679 поблизу селища Руське Устя авіакомпанії «Полярні авіалінії»